# Рейзегер, Эрнст
Эрнст Рейзегер (нидерл. Ernst Reijseger, родился 13 ноября 1954, Бюссюм) — нидерландский виолончелист и композитор.

## Транскрипция фамилии на русский язык
Фамилию нидерл. Reijseger, как правило, по-русски записывают Рейзегер, но встречаются варианты Райцигер и Рейсигер.
См. для сравнения:
- Нидерландский футболист Рейзигер, Михаэл (нидерл. Reiziger)
- Немецкие композиторы Райсигеры (нем. Reissiger или нем. Reißiger)

## Фильмы
Известен сотрудничеством с режиссёром Вернером Херцогом. Писал музыку к фильмам Херцога:
- «Белый бриллиант», 2004
- «Далёкая синяя высь», 2005
- «Пещера забытых снов», 2010
- «Мой сын, мой сын, что ты наделал», 2010